# Binion's Horseshoe
Il Binion's Horseshoe è stato un hotel e casinò di Las Vegas. Conosciuto anche come Horseshoe Casino o The Horseshoe, venne fondato dall'imprenditore statunitense Benny Binion, l'inventore delle World Series of Poker.

## Storia
Il Binion's Horseshoe aprì nel 1951, divenendo la prima casa da gioco di Las Vegas.
Nel 1960 il fondatore Benny Binion espanse il Binion's, acquisendo l'adiacente Boulder Club. Nel 1988 ci fu un'ulteriore espansione, grazie all'acquisizione del The Mint Hotel.
Il Binion's Horseshoe fu la sede delle WSOP dalla prima edizione del 1970, fino a quella del 2005.
Nel 2004 il casinò fu messo sotto indagine e successivamente chiuso dall'Internal Revenue Service (l'agenzia esattoriale del governo federale americano), e infine acquisito dalla Harrah's Entertainment, che lo cedette subito dopo alla MTR Gaming Group. La Harra's mantenne i diritti del nome "Horseshoe"; nel marzo 2005 la MTR diede vita al nuovo "Binion's Gambling Hall and Hotel".